# Cesário Motta
Cesário Nazianzeno de Azevedo Motta Magalhães Júnior (Porto Feliz, 5 de março de 1847 — Rio de Janeiro, 24 de abril de 1897) foi um médico e político brasileiro.

## Biografia
Cesário Motta era filho do dr. Cesário Nazianzeno d’Azevedo Motta Magalhães e de Clara Cândida Nogueira da Motta, sua prima. Nasceu no Sítio Grande, de propriedade de Ana Inocência de Camargo, viúva de Antônio Rodrigues de Campos Leite, pois sua família encontrava-se em visita ao local por ocasião de uma festividade.
Iniciou seus estudos em Porto Feliz sob a supervisão de um tio, o professor Fernando Maria Nogueira da Mota. Ingressou depois no Colégio Lageado, dirigido por Francisco de Paula Xavier de Toledo, e situado em Campo Largo, que pertencia ao município de Sorocaba, São Paulo (hoje Araçoiaba da Serra). Estudou Medicina no Rio de Janeiro com o apoio de outro tio, o coronel Nuno Diogo Nogueira da Mota, doutorando-se e em 1876. Durante a faculdade, tornou-se amigo de José do Patrocínio.
Casou com Adelina Moreira da Silva e passou a clinicar na cidade de Capivari, em São Paulo, e fez parte da Loja Maçônica daquela cidade. 
Em 1877, foi eleito como deputado provincial pelo Partido Republicano Paulista para a Assembléia Legislativa Provincial de São Paulo compondo o conhecido “triunvirato republicano" junto com Martinho Prado Júnior e Prudente José de Morais Barros, que eram representantes da autonomia das províncias, das causas da federação e da educação.
Em 1880, escreveu a comédia A Caipirinha, retratando a Capivari daquela época, sendo encenada no interior de São Paulo até 1883. Em 1917, a peça foi apresentada no Theatro Municipal de São Paulo e foi protagonizada pela atriz Itália Fausta.
Após a proclamação da República, foi eleito deputado federal em 1890 e passou a residir em São Paulo. Assumiu o cargo de Secretário dos Negócios do Interior no governo de Bernardino de Campos (1892 a 1895), atuando em políticas pública de educação e saúde e buscando criar uma Escola de Medicina.

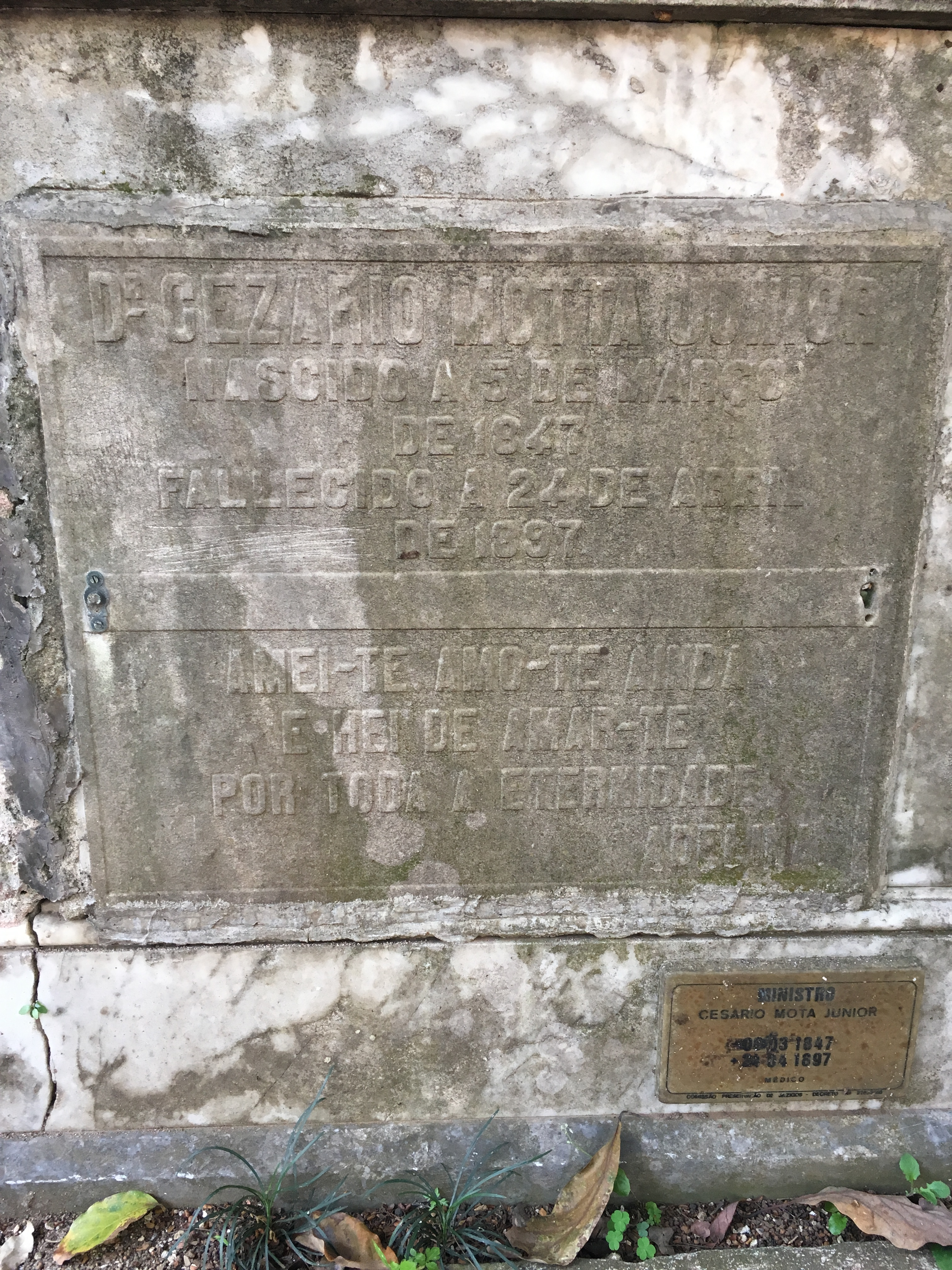
Lápide da Sepultura de Cesário Mota Júnior no Cemitério da Consolação

Cesário Motta Júnior colaborou para a inauguração do Museu Paulista em 1895 e participou da fundação da Escola de Farmácia, da Escola Normal de Itapetininga (SP), do Ginásio de Campinas (SP); da Escola Modelo da Luz/Grupo Escolar Prudente de Moraes, do Gymnásio do Estado de São Paulo (Escola Estadual São Paulo) e da Biblioteca Pública na capital paulista, sendo ainda precursor da ideia de um Instituto de Soroterapia em São Paulo, apesar de não ter atuado diretamente na fundação do Instituto Butantan.
Em 1883, publicou o texto “Porto Feliz e as Monções para Cuiabá” no Almanach Literário de São Paulo, e com isso, foi nomeado em 1894, primeiro presidente efetivo do Instituto Histórico e Geográfico de São Paulo, e em 1896, ingressou como sócio correspondente do Instituto Histórico e Geográfico Brasileiro.
Em 1896, mudou-se para o Rio de Janeiro, onde exerceu o mandato de representante de São Paulo no Congresso Federal. Morreu um ano depois da mudança, já cego de um olho e perdendo a visão de outro olho. Foi sepultado três dias após seu falecimento no Cemitério da Consolação, em São Paulo.
Cesário Motta Júnior foi honrado post-mortem como patrono da cadeira nº 10 da Academia Paulista de Letras, fundada em 27 de novembro de 1909.